# Spyridon Khasapis
Spyridon P. Khasapis (græsk: Σπυρίδων Χασάπης født 1872) var en græsk sømand og svømmer som deltog i de første moderne olympiske lege; sommer-OL 1896 i Athen. 
Khasapis deltog i svømmekonkurrancen som var forbeholdt græske sømænd. Der var tre deltagere og distancen var 100 meter fri. Khasapis kom på en andenplads bagefter sin landsmand Ioannis Malokinis som vandt med tiden 2.20,4. Vindertiden var nesten et helt minut  end tiden for den ungarske Alfréd Hajós som vandt i disciplinen 100 meter fri i åben klasse